# 阿兰峰
72°39′S 0°11′E / 72.650°S 0.183°E
阿兰峰（英語：Alan Peak）是南極洲的山峰，位於東部南極洲的毛德皇后地，屬於斯維爾德魯普山脈的一部分，該山峰以地質學家Alanpiggen命名，現時受南極條約體系管理。